# Строня (Нижньосілезьке воєводство)
Строня (пол. Stronia) — село в Польщі, у гміні Берутув Олесницького повіту Нижньосілезького воєводства.
Населення — 533 особи (2011).
У 1975-1998 роках село належало до Вроцлавського воєводства.

## Демографія
Демографічна структура станом на 31 березня 2011 року:
|          | Загалом | Допрацездатний вік | Працездатний вік | Постпрацездатний вік |
| -------- | ------- | ------------------ | ---------------- | -------------------- |
| Чоловіки | 277     | 73                 | 178              | 26                   |
| Жінки    | 256     | 63                 | 144              | 49                   |
| Разом    | 533     | 136                | 322              | 75                   |